# Adler Miklós
Adler Miklós (Hajdúsámson, 1909. október 25. – Tel-Aviv, Izrael, 1965. október 20.) magyar festő, grafikus.

## Élete
Adler Benjámin szatócs és Klein Sarolta gyermekeként izraelita családban született. Debrecen városában Vadász Endre, majd 1929 és 1934 között Budapesten, a Magyar Képzőművészeti Főiskolán tanult. Budapesten Réti István és Varga Nándor Lajos voltak a mesterei. A debreceni izraelita gimnáziumban tanított 1934 és 1948 között. 1937. július 6-án Debrecenben házasságot kötött Farkas Nándor kereskedő és Taub Alice lányával, Zsuzsannával. Ebben a városban Félegyházi László segítségével együtt szabadiskolát szervezett, akivel a Nagybányai művésztelepen járt 1936 ban. Vele együtt tanítóként dolgozott a debreceni szabadiskolában. Rajztanárként működött az egri Pedagógiai Főiskolán 1949-től. Tagja volt az Ajtósi Dürer Céhnek, később a Művészek Szabadszervezete debreceni csoportjának is. Az 1960-as években kiköltözött Izraelbe. Legnagyobb sikereit grafikus munkáival érte el.

## Kiállítások
Egyéni kiállítások:
- Déri Múzeum, Debrecen (1948, 1949)

Válogatott csoportos kiállítások:
- Debreceni Ady Társaság kiállítása, Déri Múzeum, Debrecen (1947)
- Vidéken élő képzőművészek csoportkiállítása Ernst Múzeum, Budapest (1954, 1955)
- Egri művészek csoportkiállításai (1950-1965)

## Művei
Fametszetű albumai a következők:
- József élete (1938)
- Ruth könyve (1940)
- Tudd, hogy honnan jöttél... (1946)

Közgyűjtemények közül legtöbb műve a Déri Múzeumban található.

## Díjak
- Nemes Marcell-díj (1933, Rézi című képe)